# Cheo cheo đốm Ấn Độ
Cheo cheo đốm Ấn Độ (tên khoa học Moschiola indica) là một loài thú của bộ Guốc chẵn trong họ Tragulidae được tìm thấy tại Ấn Độ và có thể tại Nepal. Nó có cơ thể dài 23 in (57.5 cm), với một cái đuôi dài 1 in (2.5 cm); nó nặng khoảng 7 lb (3 kg). Nó sống trong rừng nhiệt đới và là loài sống về đêm.